# Vén csontok
A Vén csontok (eredeti cím: Old Dogs) 2009-ben bemutatott amerikai vígjáték, melyet Walt Becker rendezett.
A főszereplők Robin Williams és John Travolta, kisebb szerepekben feltűnik Kelly Preston, Matt Dillon, Justin Long, Seth Green, Rita Wilson, Dax Shepard és Bernie Mac.
2009. november 25-én mutatták be a mozikban, és 2010. március 9-én adták ki DVD-n.
Annak ellenére, hogy a film negatív kritikákat kapott az értékelőktől, bevételi szempontból felülmúlta elkészítésének költségeit. A filmet Bernie Mac (aki 2008 augusztusában hunyt el, és ez volt a színész utolsó filmszerepe) és Jett Travolta (John Travolta fia, aki 2009 januárjában halt meg) emlékének ajánlották.
A 30. Arany Málna-gála ünnepségen a Vén csontokat négy kategóriában jelölték Arany Málna díjra: a legrosszabb film, a legrosszabb férfi főszereplő (John Travolta), a legrosszabb női főszereplő (Kelly Preston) és a legrosszabb rendező (Walt Becker). Bryan Adams írta a film betétdalát, a „You've Been a Friend to Me”-t.

## Történet
Dan Rayburn (Robin Williams) és Charlie Reed (John Travolta) legjobb barátok és társtulajdonosok egy sikeres sportmarketing cégnél. A nemrégiben elvált Dan hét évvel ezelőtt vette feleségül vette álmai asszonyát, Vickit (Kelly Preston), miután Charlie elrángatta barátját egy trópusi nyaralásra. Azonban a nász rövid életű volt.
Hét évvel később Vicki újra felbukkan és elmondja Dannek, hogy rövid házasságukból ikrek születtek: Zach (Conner Rayburn) és Emily (Ella Bleu Travolta). A környezetvédő aktivista Vicki azonban két hétre börtönbe kerül, ezért arra kéri a gyereknevelés terén abszolút tapasztalatlan Dant, vigyázzon gyermekeikre, amíg ő letölti a büntetését. Dan beleegyezik, de csak akkor, ha Charlie is segít neki.

## Szereplők
| Színész            | Szerep                | Magyar hangja     |
| ------------------ | --------------------- | ----------------- |
| Robin Williams     | Dan Rayburn           | Mikó István       |
| John Travolta      | Charlie Reed          | Csankó Zoltán     |
| Kelly Preston      | Vicki Greer           | Bertalan Ágnes    |
| Seth Green         | Craig White           | Seszták Szabolcs  |
| Lori Loughlin      | Amanda                | Szávai Viktória   |
| Ella Bleu Travolta | Emily Greer           | Győriványi Laura  |
| Conner Rayburn     | Zach Greer            | Bogdán Gergő      |
| Rita Wilson        | Jenna                 | Kovács Nóra       |
| Sab Shimono        | Yoshiro Nishamura     | Cs. Németh Lajos  |
| Matt Dillon        | Barry, a csapatvezető | Kőszegi Ákos      |
| Justin Long        | Adam, a csapatvezető  | Karácsonyi Zoltán |
| Bernie Mac         | Jimmy Lunchbox        | Kerekes József    |
| Dax Shepard        | Gary, biztonságosító  | Szatmári Attila   |
| Luis Guzmán        | Nick, biztonságosító  |                   |

## Fogadtatás

### Bevételi adatok
A bemutató héten a 35 millió dollárból készült film 16 894 511 millió dolláros bevétellel nyitott a mozikban. Az Egyesült Államokban 47 261 636, míg a többi országban 47 261 636 dollárt, összesen 96 753 696 dollárt termelt.

### Kritikai visszhang
A film kritikai fogadtatása negatív volt. A Rotten Tomatoes weboldalon 110 kritika összegzése alapján 5%-os értékelést kapott. Az oldal összegzése szerint a szereplők hiába próbálkoznak a mozivásznon, a Vén csontok egy kiszámítható és majdnem minden szellemességet nélkülöző alkotás.

### Arany Málna-jelölések
A 30. Arany Málna-gálán a filmet négy kategóriában jelölték Arany Málna díjra. John Travoltát – a Vén csontok mellett olyan filmjeiért, mint a Háború a Földön (2000), a Telitalálat (2000), A vér kötelez (2001) és a Kardhal (2001) – „Az évtized legrosszabb színésze” címre is jelölték.
| Kategória                       | Jelölt        | Eredmény |
| ------------------------------- | ------------- | -------- |
| Legrosszabb film                |               | Jelölve  |
| Legrosszabb férfi főszereplő    | John Travolta | Jelölve  |
| Az évtized legrosszabb színésze | John Travolta | Jelölve  |
| Legrosszabb női mellékszereplő  | Kelly Preston | Jelölve  |
| Legrosszabb rendező             | Walt Becker   | Jelölve  |

## Fordítás
- Ez a szócikk részben vagy egészben  az   Old Dogs című angol Wikipédia-szócikk fordításán alapul.  Az eredeti cikk szerkesztőit annak laptörténete sorolja fel. Ez a jelzés csupán a megfogalmazás eredetét és a szerzői jogokat jelzi, nem szolgál a cikkben szereplő információk forrásmegjelöléseként.